# Ann Emery
Ann Emery (Londres, 12 de março de 1930 – Londres, 29 de setembro de 2016) foi uma atriz, cantora e dançarina britânica, conhecida por retratar a avó de Billy Elliot na produção londrina de Billy Elliot - The Musical. É a irmã do ator e comediante Dick Emery. Durante sua carreira, já se apresentou em vários papéis no teatro.
Morreu em 29 de setembro de 2016, aos 86 anos. 